# Xã Pigeon, Quận Baxter, Arkansas
Xã Pigeon (tiếng Anh: Pigeon Township) là một xã thuộc quận Baxter, tiểu bang Arkansas, Hoa Kỳ. Năm 2010, dân số của xã này là 1.850 người.